# 우치다 미즈키
우치다 미즈키(일본어: 内田 瑞己, 1999년 9월 11일~)는 일본의 축구 선수이다.

## 구단 경력
그는 2022년 J3리그의 가마타마레 사누키에 입단했다. 2022년 J2리그의 FC 마치다 젤비아로 이적했다. 2024년 J3리그의 가마타마레 사누키로 이적했다.